# 144-та мотострілецька дивізія (РФ)
144-та гвардійська мотострілецька Єльнінська Червонопрапорна, ордена Суворова дивізія (144 МСД) — з'єднання мотострілецьких військ Сухопутних військ Росії чисельністю в дивізію. Базується у м. Єльня, за 100 км від білоруського кордону. Перебуває у складі 20-ї загальновійськової армії.
Дивізія створена у 2017 році неподалік кордону з Білоруссю та Україною. У 2022 році частини дивізії брали участь у повномасштабному вторгненні Росії до України, де вели бої під Харковом.

## Історія
В лютому 1993 року 144-та гвардійська мотострілецька дивізія Північно-Західної групи військ була виведена зі столиці Естонії на територію Воронезької області, де перетворена на 4344-ту базу зберігання озброєння та техніки.

### Передумови і створення
У січні 2016 року з'явилися повідомлення про розгортання нової дивізії у м. Єльня, що знаходиться за 100 км від білоруського кордону і у 200 км від Вітебська та Могильова. Формування дивізії відбувалося у рамках оголошеної Міністром оборони РФ Сергієм Шойгу «протидії нарощуванню сил НАТО біля російських кордонів», що передбачає створення трьох дивізій. Згідно з оголошеними планами, дивізія завершить формування влітку 2017 року, і нараховуватиме приблизно 6000 осіб, з яких 3600 — офіцери та військовослужбовці за контрактом. За даними ж «Російської газети», з'єднання нараховуватиме 10000 чоловік особового складу, і складатиметься із типових 6 полків: 3 мотострілецьких, танковий, артилерійський, ППО. За даними ІнформНапалму від липня 2016 року, дивізія мала увійти до складу 1-ї танкової армії. За тими ж даними, дивізія формується на базі перебазованої з Центрального військового округу 28-ї мотострілецької бригади.
За повідомленням російського видання Ведомости від листопада 2016 року, дивізія увійшла до складу 20-ї загальновійськової армії.

### Російське вторгнення в Україну 2022 року
У 2022 році дивізія брала участь у повномасштабному вторгненні Росії до України. З першого дня війни 24 лютого під Харків в с. Мала Рогань і с. Вільхівка увійшли дві батальйонних тактичні групи 138-ї мотострілецької бригади і зведена БТГ 59-го танкового полку ЗС РФ. Вони були перекинуті з полігону в Курській області, де 4 військовослужбовців відмовилися воювати на території України. У складі батальйонних груп було близько половини солдат строкової служби.
5 березня і 12 березня українські чиновники повідомляли про «повне знищення» 488-го мотострілецького полку під Харковом.
24 березня повідомлялося, що батальйонно-тактична група зі складу 59-го танкового полку потрапила під вогонь української артилерії і зазнала втрат. 25 березня голова Харківської ВЦА Олег Синегубов повідомив, що під Харковом була розбита група з 59-го полку.
Зачистка с. Мала Рогань і с. Вільхівка від російських сил тривала три дні з 25 березня до 28 березня.
30 березня Юрій Бутусов повідомив про розгром підрозділів 59-го полку на висоті біля с. Мала Рогань під Харковом. Цю висоту підрозділи полку зайняли після того, як на цьому місці були розбиті підрозділи 138-ї мотострілецької бригади ЗС РФ, яка зазнала значних втрат і була змушена відступити.
У червні 2023 року з'явилися повідомлення, що підрозділ 144-ї дивізії потрапив під обстріл під окупованою РФ Кремінною Луганської області. Російські провоєнні блогери попередньо оцінюють втрати у 100 убитих та 100 поранених. Обстріл вівся РСЗВ HIMARS та іншою артилерією. Військовослужбовці були поставлені в шеренгу перед наступом і чекали на командира, командувача армії генерала Сухраба Ахмедова.

## Структура
- 254-й гвардійський мотострілецький полк
- 283-й мотострілецький полк
- 488-й мотострілецький полк
- 59-й гвардійський танковий полк
- 856-й гвардійський самохідний артилерійський полк
- 1259-й окремий протитанковий артилерійський дивізіон (м. Єльня);
- 340-й окремий інженерно-саперний батальйон (м. Єльня);
- 686-й окремий батальйон зв'язку (смт. Шаталове);
- 1032-й окремий батальйон матеріального забезпечення (м. Почеп);
- 150-й окремий медичний батальйон (м. Почеп);
- Окрема рота БЛА;
- Окрема рота РЕБ;
- Окрема рота РХБЗ.